# Terminal de red óptica

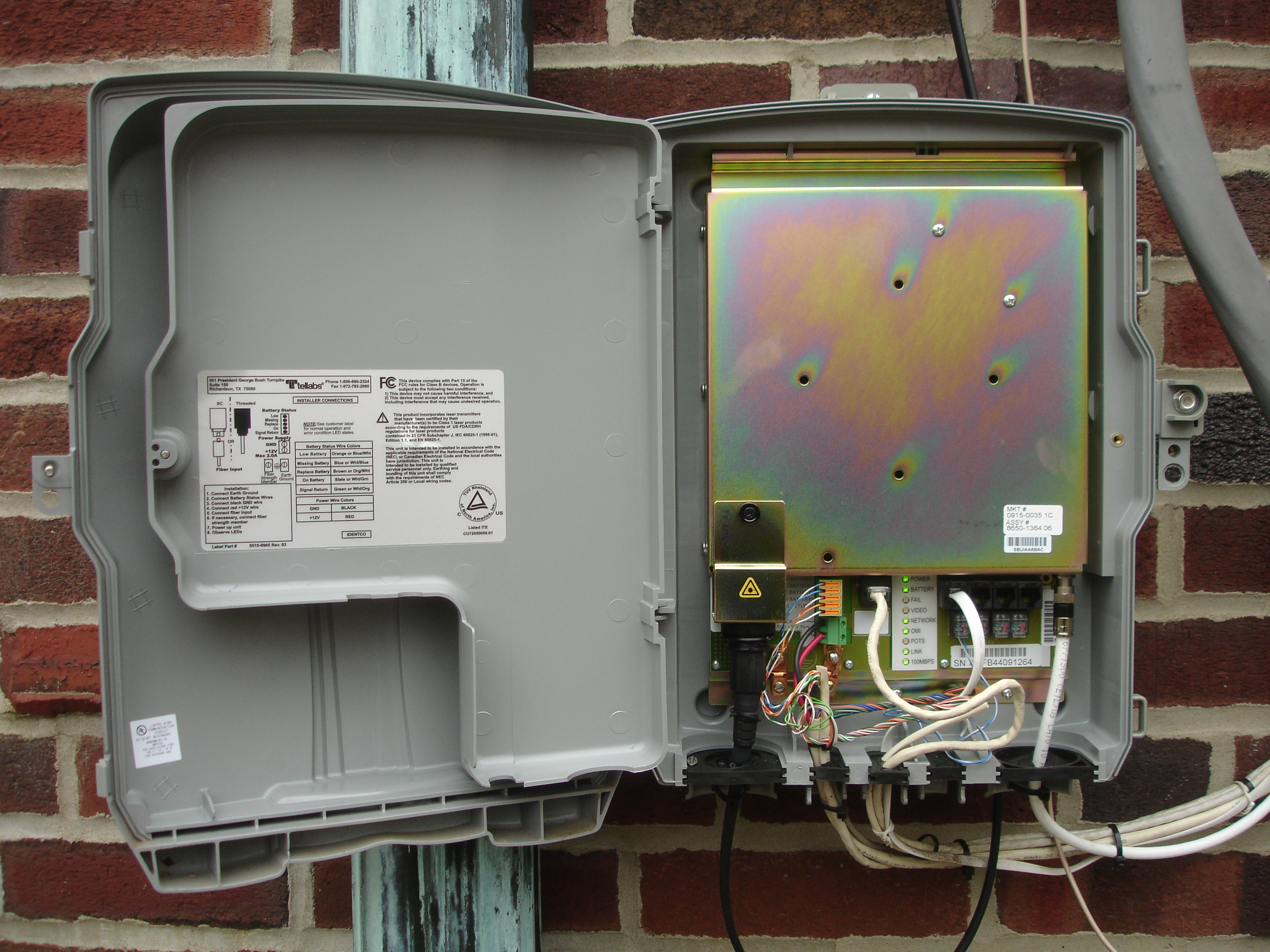
Un terminal de red óptica montado en el exterior de un edificio, con la tapa abierta

En telecomunicaciones, un PTRO o Punto Terminal de Red Óptica  es un dispositivo que sirve como punto de terminación de red entre el bucle local de la compañía y el cableado de la instalación del cliente. A veces están instalados al aire libre donde permiten acceso a la estación de cableado y sirven como un punto de prueba conveniente para la verificación de la integridad de la llegada de la señal de fibra óptica así como del cableado hacia el interior del edificio del abonado.

## Entorno de uso
En los sistemas PON y GPON, la señal se transmite a las instalaciones del cliente utilizando tecnologías de fibra óptica. A diferencia de muchas de las tecnologías telefónicas convencionales, estos sistemas no proporcionan la corriente para los terminales locales, no son adecuados para la conexión directa de los equipos del cliente, de ahí la necesidad del ONT.
Un ONT (terminal de red óptica) se utiliza para terminar la línea de fibra óptica, proporcionar corriente a los teléfonos del cliente y demultiplexar la señal en sus componentes:
- Teléfono sobre IP (con emulación de Servicio telefónico convencional (POTS)
- Televisión por IP
- Conexión a  Internet (con WIFI opcional)

En la medida que el ONT debe suministrar la corriente a la línea de cobre clásica de la instalación existente, hay que tener cuidado en no sobrepasar el número máximo de terminales permitidos por el fabricante, ya que ello podría derivar en un mal funcionamiento. Aparte de esa limitación el ONT debe obtener su suministro de corriente de la red eléctrica del local del cliente,  para mantener el servicio en el caso de un corte de corriente muchas ONT tienen la opción de una  batería de backup.